# Fahrstraßenanpassung
Unter einer Fahrstraßenanpassung (Abk. FAP) versteht man im Bahnbetrieb die Schnittstelle eines Stellwerks an ein Nachbarstellwerk anderer Bauform innerhalb einer Fahrstraße eines Bahnhofs.
Bei der Umstellung alter Stellwerke auf moderne Systeme ergeben sich Schnittstellen zwischen den unterschiedlichen Systemen. Zur Überbrückung verwendet man Anpassungsschaltungen zwischen den elektronischen und elektromechanischen Komponenten der Stellwerkstechnik. Die sogenannten Fahrstraßenanpassungen.